# Escudo de Oberá

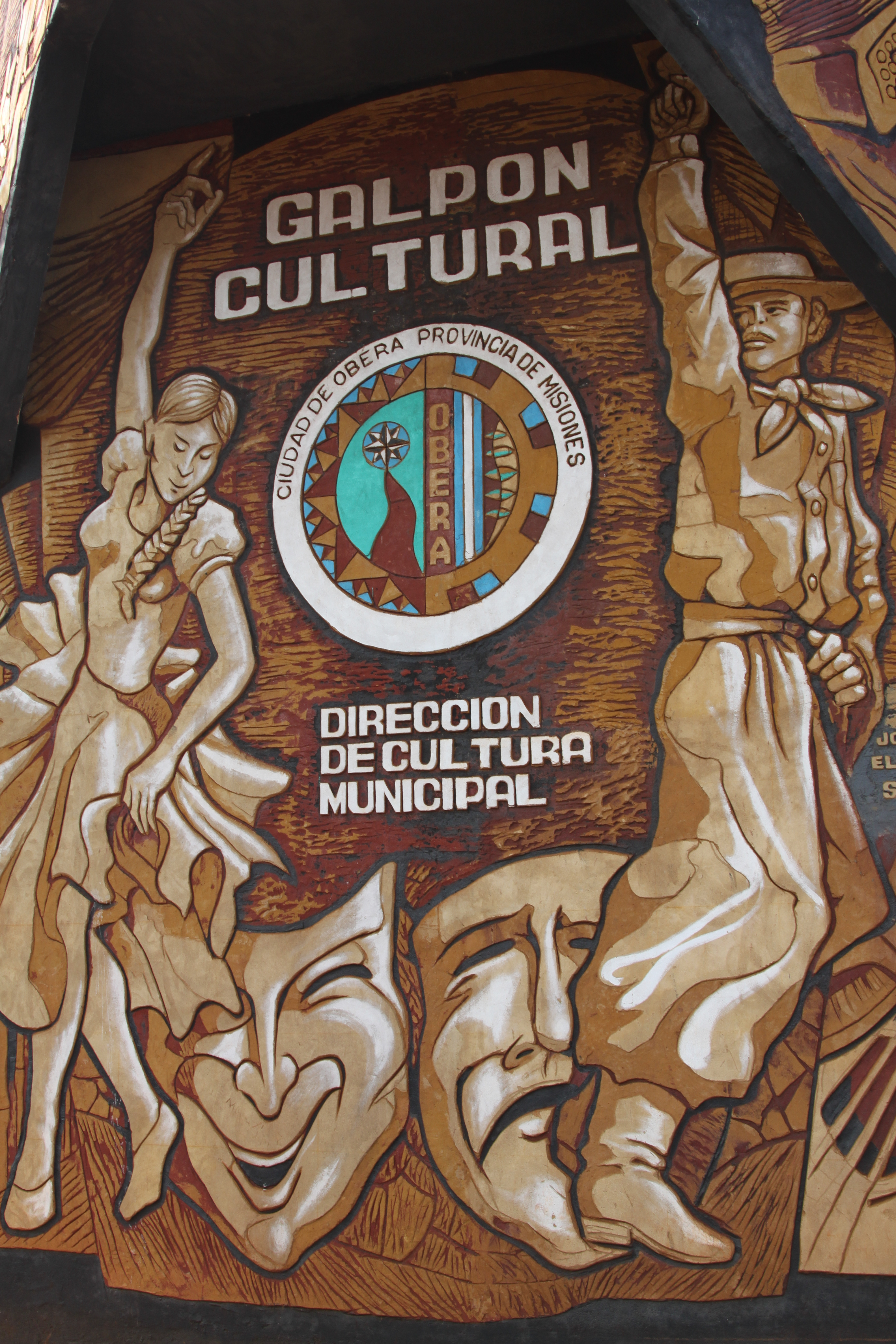
El Escudo de Oberá, en la fachada del Galpón Municipal.

El Escudo de Oberá es uno de los dos símbolos oficiales que utilizan las diferentes áreas y dependencias del municipio de Oberá, en la provincia de Misiones, Argentina. Fue creado e instaurado en el año 1968 al cumplirse cuarenta años del aniversario de la fundación de la ciudad.

## Historia
En 1968, al cumplirse cuarenta años del aniversario de la fundación de Oberá, el entonces intendente municipal Comandante Eduardo Mandar firma una resolución convocando a un concurso público destinado a la confección de un escudo para que fuese símbolo oficial de la ciudad. La llamada tuvo una amplia respuesta en todo el ámbito de la provincia y fueron elegidos como finalistas dos anteproyectos: el de Manuel Lucero y el de Ada Sartori de Venchiarutti.
Ambos ganadores fueron premiados por la comuna y estas dos obras originales fueron entregadas al profesor Elberto Musso, quien tuvo la tarea de recrear el escudo, tomando elementos de ambos y añadiendo algunos propios, dando como resultado su forma actual.
El escudo fue posteriormente aprobado oficialmente por la Municipalidad de Oberá.

## Descripción
El escudo tiene forma circular y está compuesto por tres agrupamientos circulares internos. El círculo central, partido al medio, tiene a la derecha un campo verde, donde se ubica una rosa de los vientos y un mantelado rojo marrón, que simboliza un camino. El campo izquierdo se subdivide a su vez en tres franjas verticales.
En la primera divisa se encuentra el nombre de Oberá, en color oro sobre un fondo marrón-rojo; en la segunda aparece una cinta patria, color celeste y blanco, mientras que en la tercera figuran hojas verdes sobre fondo oro y rojo. Este último círculo a su vez es rodeado por otro mayor en el que aparecen: a la derecha el sol, con colores marrón y rojo, sobre fondo celeste y a la izquierda un engranaje rojo, azul y oro.
Existe otro círculo mayor que rodea al anterior en color marrón claro y en su parte superior puede leerse en letras negras la inscripción "Ciudad de Oberá, provincia de Misiones".

## Simbología de las figuras

### Círculo central
Campo DerechoVerde y marrón rojo, alude a los colores del paisaje que encubre y rodea a la ciudad. La rosa de los vientos simboliza el origen de la comunidad integrada por muchas etnias y dispuesta a abrirse y proyectarse en todos los rumbos. El camino rojo simboliza la antigua Picada de Bonpland a Yerbal Viejo, asentamiento previo a la fundación de obera.
Campo Izquierdo
En la primera franja aparece el nombre de la ciudad, ocupando un lugar preponderante en el escudo. En la siguiente franja, aparecen los colores patrios de la Nación Argentina, el celeste y blanco. Y en la última franja aparecen hoja que representan los productos regionales de la zona, principalmente la producción de yerba mate y té. Esta última también hace referencia al laurel de la gloria.

### Círculo segundo o bordura
Del lado derecho, el sol significa el brillo etimológico de la palabra Oberá. Del lado izquierdo, el engranaje representa el trabajo del hombre, dominando y encauzando racionalmente las fuerzas naturales.

### Círculo mayor
Este círculo alude a la ciudad a la que pertenece el escudo y a la provincia donde se encuentra emplazada.

## Simbología de los colores
- Verde: Feracidad de la tierra.
- Azul: Cielo y agua.
- Oro: Esplendor.